# Polytrichum bescherellei
Polytrichum bescherellei là một loài Rêu trong họ Polytrichaceae. Loài này được (Hampe) Kindb. miêu tả khoa học đầu tiên năm 1888.